# Carmen Bunaciu

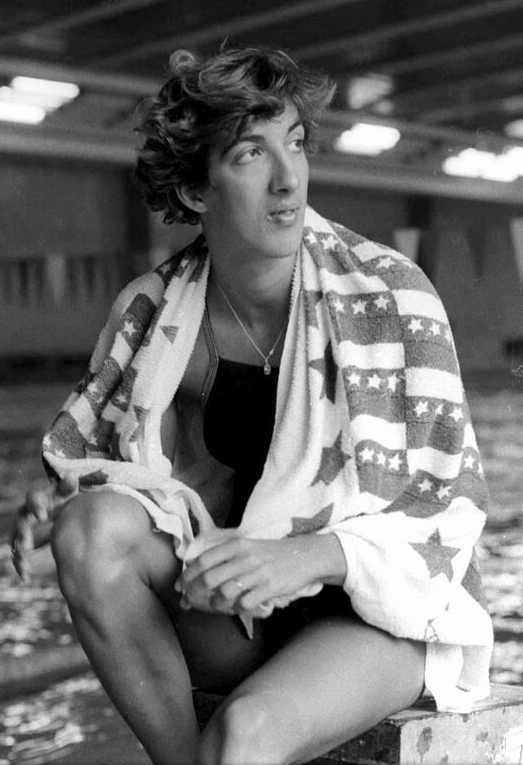
Carmen Bunaciu (1979)

Carmen Bunaciu (* 15. September 1961 in Sibiu) ist eine ehemalige rumänische Schwimmerin. Sie gewann eine Bronzemedaille bei Weltmeisterschaften und drei Bronzemedaillen bei Weltmeisterschaften.

## Leben
Carmen Bunaciu war erstmals bei den  Europameisterschaften 1977 in Jönköping erfolgreich. Sie wurde Sechste über 100 Meter Rücken. Über 200 Meter Rücken erkämpfte sie die Bronzemedaille hinter Birgit Treiber und Ulrike Richter aus der DDR. 1978 bei den Weltmeisterschaften 1978 in West-Berlin wurde sie Siebte über 100 Meter Rücken und Vierte über 200 Meter Rücken. Bei der Universiade 1979 in Mexiko-Stadt gewann Bunaciu den Titel über beide Rückenstrecken.
1980 bei den Olympischen Spielen in Moskau erreichte Bunaciu in drei Disziplinen das Finale. Die 4-mal-100-Meter-Lagenstaffel mit Carmen Bunaciu, Brigitte Prass, Mariana Paraschiv und Irinel Pănulescu erreichte den siebten Platz. Über 100 Meter Rücken gingen alle drei Medaillen an Schwimmerinnen aus der DDR. Es siegte Rica Reinisch vor Ina Kleber und Petra Riedel. Mit über einer Sekunde Rückstand auf Riedel und einer Hundertstelsekunde vor der Belgierin Carine Verbauwen schlug Bunaciu als Vierte an. Auch über 200 Meter Rücken gingen die Medaillen in die DDR. Rica Reinisch siegte vor Cornelia Polit und Birgit Treiber. Bunaciu wurde auch hier Vierte mit einer Sekunde Rückstand auf Birgit Treiber.
Bei der Universiade 1981 in Bukarest gewann Bunaciu wie zwei Jahre zuvor beide Rückenstrecken. Hinzu kam eine Silbermedaille mit der Lagenstaffel und eine Bronzemedaille über 100 Meter Schmetterling. Bei den Europameisterschaften 1981 in Split wurde Bunaciu hinter Ina Kleber und Cornelia Polit Dritte über 100 Meter Rücken. Über 200 Meter Rücken belegte sie den vierten Platz. 1982 bei den Weltmeisterschaften in Guayaquil wurde Bunaciu Fünfte über 100 Meter Rücken. Über 200 Meter Rücken belegte sie den dritten Platz hinter Cornelia Sirch aus der DDR und Georgina Parkes aus Australien.
1983 siegte bei der Universiade in Edmonton Larisa Gorchakova auf beiden Rückenstrecken vor Carmen Bunaciu. Bei den Europameisterschaften in Rom siegte über 100 Meter Rücken Ina Kleber vor Cornelia Sirch und Carmen Bunaciu. Über 200 Meter Rücken wurde Bunaciu Fünfte. Im Jahr darauf erreichte Bunaciu bei den olympischen Schwimmwettbewerben 1984 in Los Angeles den vierten Platz hinter Theresa Andrews und Betsy Mitchell aus den Vereinigten Staaten und Jolanda de Rover aus den Niederlanden. Über 200 Meter Rücken wurde sie Siebte, während ihre Landsfrau Aneta Pătrășcoiu die Bronzemedaille gewann.
Bei der Universiade in Kōbe gewann Bunaciu 1985 über 100 Meter Rücken und erkämpfte die Bronzemedaille über 200 Meter Rücken. In Sofia bei den Europameisterschaften 1985 wurde sie Vierte über 100 Meter Rücken und Sechste über 200 Meter Rücken. Bei den Weltmeisterschaften 1986 in Barcelona schied Bunaciu in den Vorläufen über 100 Meter Schmetterling aus. Über 100 Meter Rücken belegte sie noch einmal den sechsten Platz.
Die 1,91 Meter große Carmen Bunaciu startete für Dinamo Bukarest.